# 黄河小浪底观瀑节
黄河小浪底观瀑节始办于2006年，是由河南省旅游局联合济源市人民政府和洛阳市人民政府于每年的夏季举办的旅游类节会。黄河小浪底观瀑节为区域旅游合作提供了模范，黄河小浪底观瀑节以黄河小浪底风景区的旅游资源为载体，对促进区域旅游经济发展，加强区域内的城市友好关系起到了重要作用。